# Drvenik (żupania dubrownicko-neretwiańska)
Drvenik – wieś w Chorwacji, w żupanii dubrownicko-neretwiańskiej, w gminie Konavle. W 2011 roku liczyła 52 mieszkańców.